# Atlas SLV-3

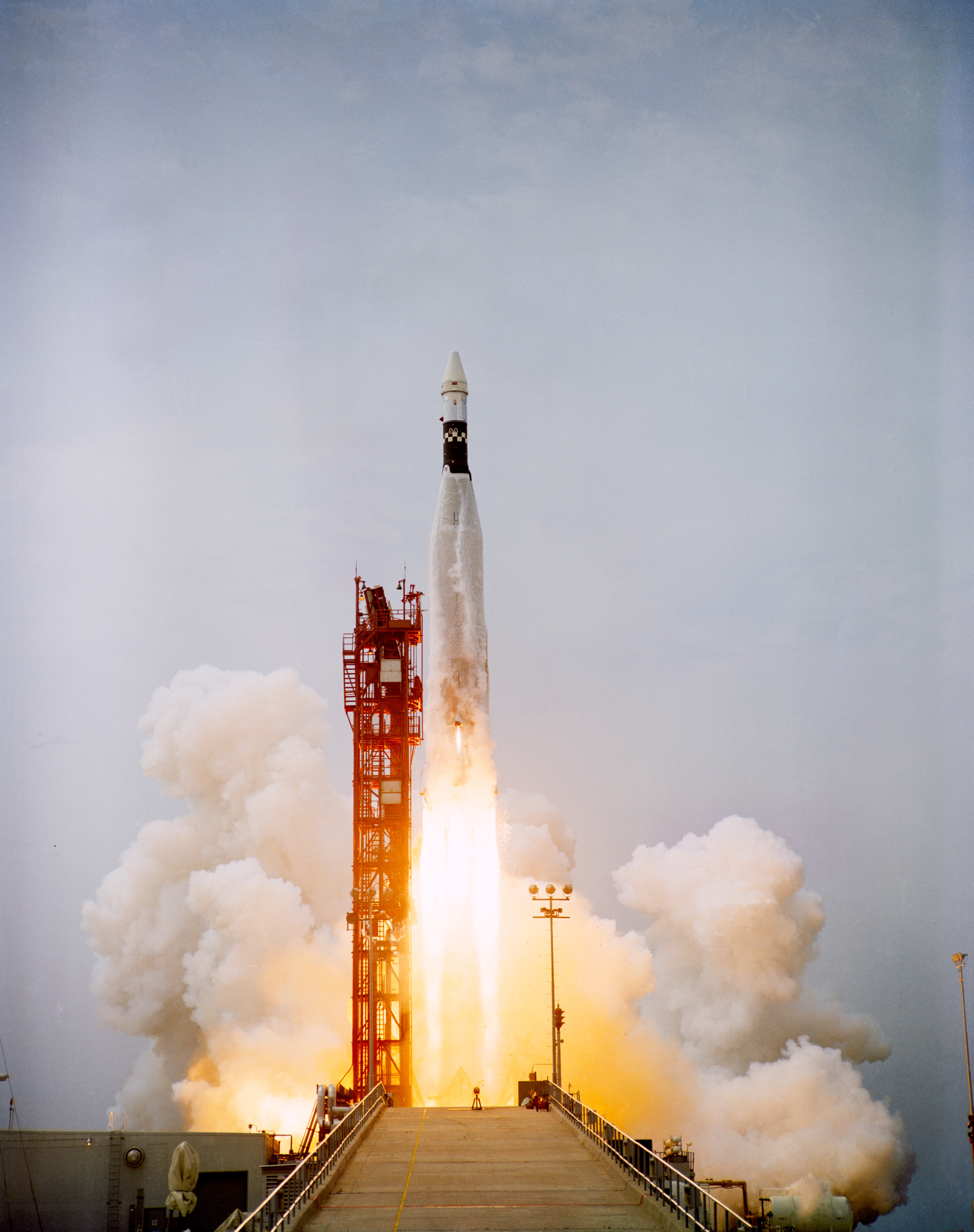
Lançamento de um foguete Atlas SLV-3

O Atlas SLV-3, ou SLV-3 Atlas foi um sistema de lançamento descartável derivado do míssil SM-65 Atlas. Ele era um membro da família de foguetes Atlas, e foi usado por três testes suborbitais dos veículos de reentrada X-23 Prime. Dois lançamentos orbitais também foram realizadas, sendo que ambos falharam.